# Craspediopsis inaequata
Craspediopsis inaequata är en fjärilsart som beskrevs av W. Warren 1896. Craspediopsis inaequata ingår i släktet Craspediopsis och familjen mätare. Inga underarter finns listade i Catalogue of Life.